# Megg Rayara
Megg Rayara Gomes de Oliveira (Cianorte, 8 de outubro de 1975) é uma uma mulher travesti negra, professora universitária, pesquisadora e ativista brasileira, reconhecida como a primeira travesti negra a obter o título de doutora no Brasil.

## Biografia
Megg Rayara Gomes de Oliveira nasceu na cidade de Cianorte, em 8 de outubro de 1975, sendo uma de sete irmãos. Nasceu no sítio, mas a família mudou-se para a cidade quando ela ainda era pequena.
Megg enfrentou desafios relacionados ao racismo e à transfobia desde a infância. Descobriu sua feminilidade quando ainda era criança:
| “             | Eu não sabia como me classificar. Eu não sabia como me definir. Eu só sabia que eu não era um menino. O que definia a minha feminilidade, era o cabelo comprido. Eu tentava deixar crescer, mas a minha mãe não deixava. Então, eu amarrava uma toalha de banho na cabeça e simulava uma peruca. Eu brincava na rua e no quintal de casa com minha peruca improvisada e nunca tive problemas com as outras crianças. | ” |
| — Megg Rayara | |   |

Megg trabalhava desde os sete anos, recolhendo sucata, vendendo frutas e verduras, e distribuindo panfletos. Quando tinha nove anos, um vizinho disse a sua mãe que Megg “não era muito certa da cabeça” e deveria ser levada ao médico. Ela nunca quis saber qual seria a resposta da mãe, mas sabia que eram pobres demais para isso. Desde essa época, ela gostava de lixar madeira e esse foi o modo com que a arte apareceu em sua vida.
Seu pai era alcoólatra faleceu quando ela tinha 11 anos. A mãe foi quem manteve a família unida por valores morais e religiosos. Entre os 12 e 13 anos, era muito assustada e não confiava em ninguém. Encontrou suas primeiras referências de pessoas trans na adolescência, em páginas de revistas pornográficas que os colegas levavam para a escola.
Formou-se em Licenciatura em Desenho pela Escola de Música e Belas Artes do Paraná, onde também se especializou em História da Arte. Posteriormente, concluiu uma especialização em História e Cultura Africana pela Universidade Tuiuti do Paraná. Em 2017, obteve o título de doutora em Educação pela Universidade Federal do Paraná (UFPR), com a tese intitulada "O diabo em forma de gente: (r)existências de gays afeminados, viados e bichas pretas na educação", na qual investigou as experiências de professores negros homossexuais no ambiente escolar. Após a defesa do doutorado, passou a ser convidada para ministrar palestras no país inteiro.
Atualmente, Megg é professora adjunta no Setor de Educação da UFPR e atua como coordenadora do Núcleo de Estudos Afro-Brasileiros (NEAB) da instituição. Desde 2022, também atua como coordenadora da Comissão de Políticas Afirmativas do Programa de Pós-Graduação em Educação da UFPR.

## Reconhecimento
- 2019 - Sua vida e conquistas foram retratadas no documentário "Megg – A Margem que Migra para o Centro", produzido pela Beija Flor Filmes.[12]